# Scheibenkopf-Keule
Die Scheibenkopf-Keule ist eine Waffe aus Papua-Neuguinea.

## Beschreibung
Die Scheibenkopf-Keule hat einen scheiben-, stern- oder blumenförmigen Schlagkopf aus Stein. Der Schlagkopf hat in der Mitte einen runden Durchbruch, der zur Aufnahme des Schaftes dient. Der Schaft ist aus Holz und wird vom Schlagkopfende zum Griffende dünner. Das Ende ist spitz gearbeitet. Die Form des Schafts sorgt dafür, dass sich der steinerne Schlagkopf beim Schlag nicht lösen kann. Bis zur Einfuhr von Metallen durch die Europäer wurde diese Keule zum Kampf und für Zeremonien genutzt. Als durch den Handel Waffen aus Metall erhältlich waren, fiel der traditionellen Scheibenkopf-Keule nur noch eine zeremonielle Verwendung zu.